# HD 224693 b
HD 224693 b (Xólotl) – planeta orbitująca wokół gwiazdy HD 224693. Jest to gazowy olbrzym o masie przynajmniej 0,71 masy Jowisza. Została odkryta w 2006 roku.

## Nazwa
Planeta ma nazwę własną Xólotl, która w języku nahuatl oznacza „zwierzę” i jest imieniem azteckiego boga Xolotla, wiązanego z planetą Wenus. Nazwa została wyłoniona w konkursie zorganizowanym w 2019 roku przez Międzynarodową Unię Astronomiczną w ramach stulecia istnienia organizacji. Uczestnicy z Meksyku mogli wybrać nazwę dla tej planety. Spośród nadesłanych propozycji zwyciężyła nazwa Xólotl dla planety i Axólotl dla gwiazdy.